# Bombas de Amor
Bombas de Amor is het tweede album van de band The Sort of Quartet. 

## Tracklist
| nr. | titel             | duur |
| --- | ----------------- | ---- |
| 1   | Sturgis Meredith  | 4:30 |
| 2   | Best Ellington    | 3:18 |
| 3   | Egg Holes         | 4:54 |
| 4   | Scorchamento      | 4:07 |
| 5   | El Gusano Vive    | 6:10 |
| 6   | Shape Of The Bowl | 3:02 |
| 7   | Cooks Aloof       | 1:27 |
| 8   | Pickled Garlic    | 4:30 |
| 9   | Longing For Garza | 3:18 |
| 10  | Soul Lube         | 4:54 |
| 11  | Bean Town Rag     | 4:07 |
| 12  | Belts Of Java     | 6:10 |
| 13  | Bombas De Amor    | 3:02 |
| 14  | Lemon Serenade    | 1:27 |

## Muzikanten
- Larry Lalli - basgitaar
- Alfredo Hernandez - drum
- Mario Lalli - gitaar, saxofoon
- Gary Arce - gitaar, klarinet
- Fran Cappitinelli - gitaar op "Bombas De Amor"
- Joe Baiza - gitaar op nummers 3 - 5
- Isom Green - trompet, keyboard op nummers 1 - 8

Nummers 1-8 en 12-14 zijn opgenomen in de studio Innovative Sounds of Music. Nummers 9-11 zijn live opgenomen in Winchester Sound, Winchester, CA.